# وكالة الفضاء الوطنية الماليزية
وكالة الفضاء الوطنية الماليزية (ANGKASA) (بالماليزية : Agensi Angkasa Negara) هي وكالة الفضاء الحكومية الماليزية. تم تأسيسها في عام 2002 ويتضمن ميثاقها أهدافًا لتحديث وتحفيز وتعزيز برنامج الفضاء في البلاد من خلال جهود متكاملة ومنسقة من خلال تطوير وتطبيق تقنيات الفضاء.
في 4 مارس 2019، أعلنت وزيرة الطاقة والعلوم والتكنولوجيا والبيئة وتغير المناخ يو بي ين (Yeo Bee Yin) أنه تم دمج هذه الوكالة مع الوكالة الماليزية للاستشعار عن بعد (MRSA) وأُعيدت تسميتها بوكالة الفضاء الماليزية (MYSA) لمزيد من التعاون.

## تاريخ
أول مدير لوكالة الفضاء هي عالمة الفيزياء الفلكية مازلان عثمان. تم تعيينها في عام 2002، وشغلت هذا المنصب لمدة خمس سنوات قبل أن تعود إلى مكتب الأمم المتحدة لشؤون الفضاء الخارجي. أول رائد فضاء ماليزي هو شيخ مظفر شكور.

## المسلمون في الفضاء
في أبريل 2006، رعت الوكالة مؤتمراً للعلماء والسلطات الدينية، تناولت مسألة كيفية تأثير ظروف السفر في الفضاء على الالتزامات التي يواجهها رواد الفضاء المسلمون (على سبيل المثال، كيف يمكن للمُسلم مواجهة القبلة أثناء الدوران حول الأرض).
قامت وكالة الفضاء الوطنية الماليزية، بالتعاون مع وكالات ماليزية أخرى، بتطوير «المبادئ التوجيهية لأداء الطقوس الإسلامية في محطة الفضاء الدولية» بمساعدة 150 من العلماء ورجال الدين. يصف الكتيب كيف يمكن لرواد الفضاء المسلمين الاحتفال تأدية الفرائض الإسلامية أثناء المدار. تتوافق أوقات الصلاة اليومية مع أوقات الصلاة، وإذا تعذر تحديد مكان مكة، فقد يُصلّي رواد الفضاء نحو الأرض نفسها. رائدات الفضاء المسلمات مطالبات بحجب كل أعضاء جسدهن باستثناء الكف والوجه.